# Daughters of the American Revolution

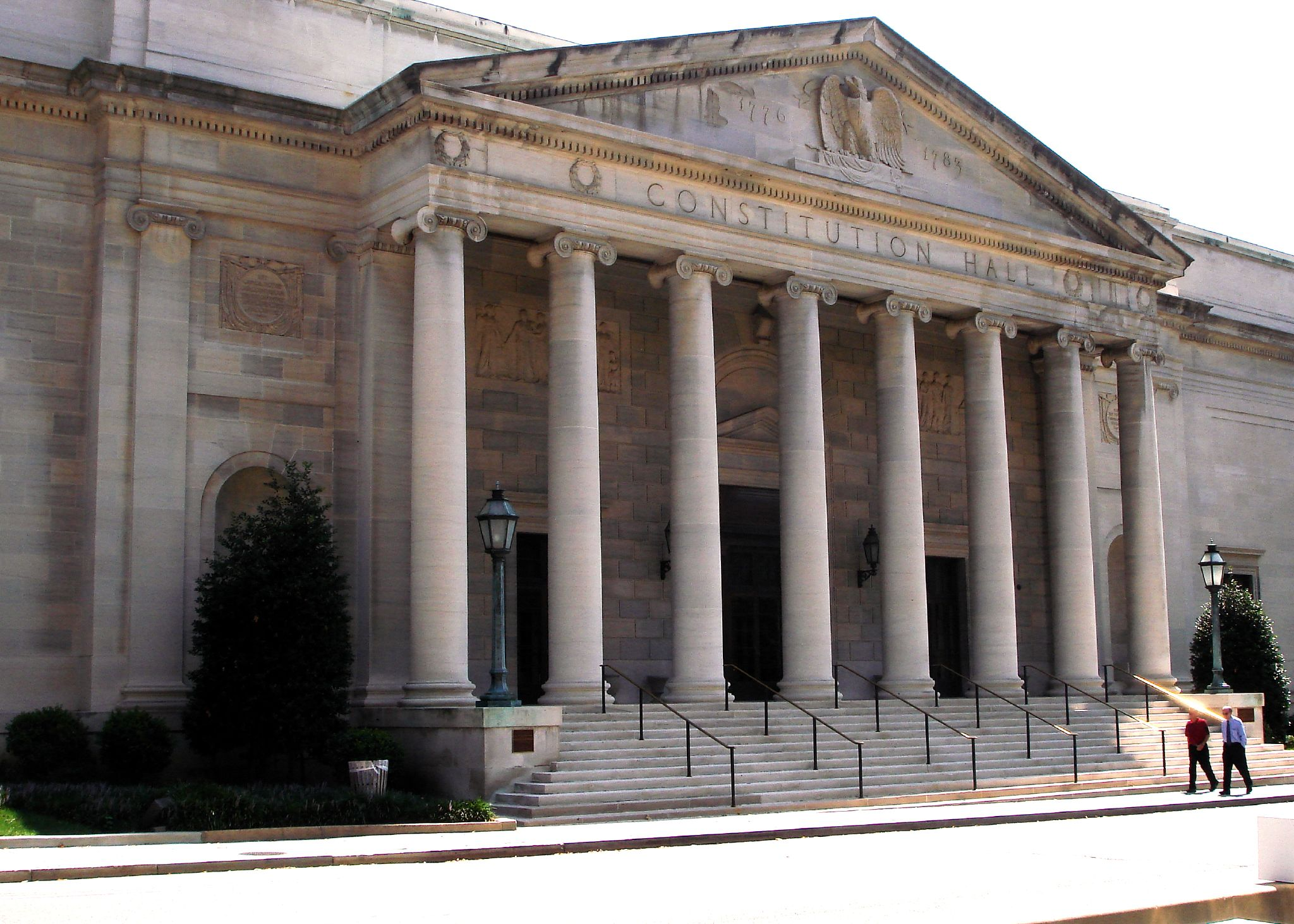
Constitution Hall

Daughters of the American Revolution (DAR) är en släktbaserad medlemsorganisation för kvinnor som direkt härstammar från en person som var inblandad i USA:s kamp för självständighet. Medlemskap är begränsat till ättlingar till soldater eller andra personer från revolutionstiden som bidrog till nationell frihet. DAR hade över 180 000 medlemmar i slutet av 1900-talet. Dess motto är "Gud, hem och fosterland”.

## Historik
Vid 100-årsfirandet av George Washingtons installation som USA:s första president grundades flera organisationer med fokus på Amerikas historia, bland andra Sons of the American Revolution. Organisationen vägrade att ta in kvinnor och därför bildades DAR den 11 oktober 1890. En av grundarna, Eugenia Washington, var barnbarn till George Washingtons brorson Samuel Washington.
1929 byggde organisationen Constitution Hall, ett konserthus och ett museum som samlar föremål från revolutionens tid.

## Aktiviteter
Organisationen deltar i bevarande och restaurering av historiska monument genom donationer och insamlingar. I Washington, D.C. arrangerar DAR musikframföranden i Constitution Hall och samlar hushållsartiklar från revolutionens tid till museet. De stödjer också flera militärsjukhus och veteranorganisationer.

## Segregering
Den 9 april 1939 avvisade DAR den afroamerikanska sångerskan Marian Anderson från att uppträda i Constitution Hall med motiveringen att vissa medlemmar blev störda av afroamerikaner bland publiken. Eleanor Roosevelt blev så upprörd att hon lämnade DAR.

## Kända medlemmar (urval)
- Jane Addams, nobelpristagare
- Susan B. Anthony, rösträttskämpe
- Clara Barton, grundare av amerikanska Röda korset
- Eulalia av Spanien, spansk prinsessa och författare
- Caroline Harrison, USA:s första dam (1889–1893), skrev DAR:s första stadgar.
- Grandma Moses, kanadensisk folkkonstnär
- Eleanor Roosevelt, USA:s första dam (1933–1945)
- Alice Paul, rösträttskämpe och feminist
- Grace Hopper, flottiljamiral i USA:s flotta
- Laura Bush, USA:s första dam (2001–2009)
- Rosalynn Carter, USA:s första dam (1977–1981)
- Margaret Rhea Seddon, astronaut

## Originalcitat
1. ↑  God, home and country